# Harpesaurus
Harpesaurus is een geslacht van hagedissen uit de familie agamen (Agamidae).

## Naam en indeling
De wetenschappelijke naam van de groep werd voor het eerst voorgesteld door George Albert Boulenger in 1885. De wetenschappelijke geslachtsnaam Harpesaurus betekent vrij vertaald 'kromzwaardhagedis'; harpe = kromzwaard of sikkel en sauros = hagedis. Deze naam slaat op het uitsteeksel aan de neus van de hagedissen.
Er zijn vijf soorten, de soort Thaumatorhynchus brooksi werd vroeger ook tot Harpesaurus gerekend.

## Verspreiding en habitat
De verschillende soorten komen voor in delen van zuidelijk Azië en leven allemaal in Indonesië en vele eilanden hiervan. Harpesaurus tricinctus komt daarnaast ook voor in Maleisië in de deelstaat Sarawak en mogelijk op Borneo.
De habitat bestaat uit tropische en subtropische bossen.

## Uiterlijke kenmerken
De lichaamskleur is bruin tot groen. Alle soorten worden gekenmerkt door een projectie van de huid aan de voorzijde van de kop die doet denken aan een hoorn. De staart is zeer beweeglijk en wordt gebruikt als grijporgaan.

## Beschermingsstatus
Door de internationale natuurbeschermingsorganisatie IUCN is aan twee soorten een beschermingsstatus toegewezen. Beide soorten worden gezien als 'onzeker' (Data Deficient of DD).

## Soorten
Het geslacht omvat de volgende soorten, met de auteur en het verspreidingsgebied.
| Naam                   | Auteur            | Verspreidingsgebied                                                          |
| ---------------------- | ----------------- | ---------------------------------------------------------------------------- |
| Harpesaurus beccarii   | Doria, 1888       | Indonesië (Sumatra)                                                          |
| Harpesaurus borneensis | Mertens, 1924     | Indonesië (Borneo, Sarawak, Kalimantan)                                      |
| Harpesaurus ensicauda  | Werner, 1913      | Indonesië (Nias, Mentawi Archipel)                                           |
| Harpesaurus modigliani | Vinciguerra, 1933 | Indonesië (Sumatra)                                                          |
| Harpesaurus tricinctus | Duméril, 1851     | Indonesië (Java, mogelijk op Borneo), Maleisië (Sarawak, mogelijk op Borneo) |